# Osborne Riviere
Osborne Riviere (ur. 1932?, zm. 23 listopada 2017) – polityk Republiki Dominiki, pełnił funkcję ministra spraw zagranicznych kraju.
Riviere został ministrem spraw zagranicznych w 2001 r. na miejsce Pierre Charlesa. Od listopada 2003 r. był również p.o. premiera Dominiki, zastępując złożonego ciężką chorobą Charlesa. Po jego śmierci przez dwa dni (od 6 do 8 stycznia 2004), tj. do czasu zaprzysiężenia Roosevelta Skerrita, był tymczasowym premierem kraju.
Riviere był członkiem rządzącej Partii Pracy Dominiki.